# Jamesonite
La jamesonite (simbolo IMA: Ja) è un minerale della classe dei minerali di "solfuri e solfosali" con la composizione chimica FePb4Sb6S14, cioè un composto di ferro, piombo, antimonio e zolfo, ma che è assegnato ai solfosali a causa della sua struttura cristallina.

## Etimologia e storia
La jamesonite ricevette il suo nome, valido ancora oggi, nel 1825 da Wilhelm Karl Ritter von Haidinger, che chiamò il minerale in onore del mineralogista inglese Robert Jameson (1774-1854).
Tuttavia, il minerale era già noto prima di allora. Già nel 1758, gli appunti di Johann Gottlob Lehmann menzionano un minerale di esca (noto anche come esca di montagna e minerale di pezza) proveniente dalle miniere di Dorothea e Carolina vicino a Clausthal. Robert Jameson si riferiva ad esso nel 1820 come antimonio grigio e Friedrich Mohs nel 1824 come lucentezza di antimonio axotomero. Altri sinonimi ben noti sono lucentezza della calibina, minerale grigio a forma di lucentezza della punta dei capelli, lucentezza trasversale della punta e lucentezza d'acciaio dell'antimonio (veda inoltre lucentezza).
St. Endellion, vicino a Wadebridge, nella contea inglese della Cornovaglia, è considerata una località tipo.

## Classificazione
Nell'obsoleta 8ª edizione della sistematica dei minerali secondo Strunz, la jamesonite apparteneva alla classe dei minerali dei "solfuri e solfosali" e lì nella sottoclasse "solfuri complessi (solfosali)", dove insieme a boulangerite, dadsonite, fülöppite, guettardite, heteromorphite, launayite, madocite, meneghinite, parajamesonite (screditata nel 2006), plagionite, playfairite, robinsonite, semseyite, sorbyite, sterryite, tintinaite, twinnite, veenite e zinkenite (anche zinckenite) con le quali formava il "gruppo della jamesonite-boulangerite" con il sistema nº II/D.07.
Nella Sistematica dei lapis (Lapis-Systematik) di Stefan Weiß, che è stata rivista e aggiornata l'ultima volta nel 2018 e che si basa ancora su questa vecchia edizione di Strunz per rispetto verso i collezionisti privati e le collezioni istituzionali, al minerale è stato assegnato il sistema e il minerale n. II/E.22-10. In questa Sistematica ciò corrisponde al dipartimento dei "Solfosali (S : As,Sb,Bi = x)", dove la jamesonite forma un gruppo indipendente ma senza nome insieme alla benavidesite.
La 9ª edizione della sistematica minerale di Strunz, che è stata aggiornata l'ultima volta dall'Associazione Mineralogica Internazionale (IMA) nel 2024, classifica la jamesonite nella nuova divisione "2.H Solfosali di archetipo SnS". Anche questa è ulteriormente suddivisa in base ai metalli predominanti nel composto, in modo che il minerale possa essere trovato nella suddivisione "2.HB Con Cu, Ag, Fe, Sn and Pb" in base alla sua composizione, dove forma il "gruppo della jamesonite" insieme a benavidesite formando il sistema nº 2.HB.15.
Anche la sistematica dei minerali basata secondo Dana, utilizzata principalmente nel mondo anglosassone, classifica la jamesonite nella divisione dei "solfosali". Qui può essere trovato insieme alla benavidesite nel gruppo senza nome 03.06.07 all'interno della suddivisione dei "solfosali con il rapporto 2.0 < z/y < 2.49 e la composizione (A+)i(A2+)j[ByCz], A = metalli, B = semimetalli, C = non metalli".

## Abito cristallino
La jamesonite cristallizza nel sistema monoclino nel gruppo spaziale P21/a (gruppo nº 14, posizione 3) con i parametri reticolari a = 15,57 Å, b = 18,98 Å, c = 4,03 Å e β = 91,8°, oltre a 2, unità di formula per cella unitaria.
La struttura cristallina della jamesonite è costituita da poliedri PbS7 legati ai bordi della catena e da ottaedri Fe6. Entrambi si estendono parallelamente all'asse {\displaystyle c} e sono collegati da piramidi SbS3.

## Modificazione e varietà
Le varietà aghiformi sono chiamate minerale di piume. Nel 1845, Haidinger scelse anche il termine plumosite (dal latino 'plumosus', ricoperto di piumino, piumato).
La sakharovaite (FePb4(Bi,Sb)6S14), che prende il nome dalla mineralogista russa Marina Sergeevna Sakharova, dal 2006 non è più considerata un minerale indipendente, ma una varietà di jamesonite, mentre una varietà ortorombica è la parajamesonite.

## Caratteri fisico-chimici
Fonde davanti al cannello a soffiatura. Viene decomposto da acido nitrico (HNO3) con separazione di ossido di antimonio(III) (Sb2O3) e solfato piomboso (PbSO4). Solubile anche in acido cloridrico (HCl) caldo.

## Origine e giacitura
La jamesonite si forma dai processi idrotermali come minerale secondario nelle vene di minerali contenenti piombo, ferro e antimonio. Oltre ad altri solfosali di piombo, calcite, dolomite, galena, pirite, quarzo, siderite, sfalerite, rodocrosite, stibnite, tetraedrite sono presenti come minerali di accompagnamento.
Come formazione minerale comune, la jamesonite può essere trovata in molti luoghi, con circa 900 siti documentati a partire dal 2022. Oltre alla sua località tipo, St. Endellion nel Regno Unito, il minerale si trova in molti altri luoghi nella contea di Cornovaglia, in alcuni luoghi nella contea di Cumbria, e a Tavistock nel Devon e Deganwy nel Galles.
In Italia è stata trovata nella miniera di pirite di Brosso e a Rio del Rancio, nel comune di Campiglia Soana, in provincia di Torino; nella miniera del Bottino, nel comune di Stazzema, in provincia di Lucca insieme alla varietà plumosite. Inoltre nella miniera di Cinquevalli, a Roncegno Terme, in Val Sugana e nella miniera di fluorite di Corvara, nella provincia di Bolzano; segnalata infine nella miniera San Giorgio, nel comune di Iglesias, in provincia di Cagliari.
In Germania, il minerale è stato trovato in diversi luoghi della Foresta Nera nel Baden-Württemberg, tra gli altri luoghi; nei Monti Fichtel e nei pressi di Pfaffenreuth vicino a Waldsassen nella Foresta dell'Alto Palatinato in Baviera; nell'Harz, dalla Bassa Sassonia alla Sassonia-Anhalt; nei pressi di Mausbach (Stolberg), Altenbrück (Overath), Uentrop (Arnsberg) e in diverse località del Siegerland nella Renania Settentrionale-Vestfalia; nel Westerwald in Renania-Palatinato; vicino a Penig e in diversi luoghi dei Monti Metalliferi in Sassonia e in diversi luoghi nel circondario di Greiz in Turingia.
In Austria, la jamesonite si trova principalmente in Carinzia (Friesach-Hüttenberg, Villach), Salisburghese (Alti Tauri, Saalfelden) e Stiria (Tauri di Schladming).
In Svizzera, il minerale si trovava principalmente nei cantoni Grigioni e del Ticino, mentre altre località sono sparse in tutto il mondo.

## Forma in cui si presenta in natura
La jamesonite di solito sviluppa cristalli lunghi, da prismatici ad aghi fini e opachi che sono striati parallelamente all'asse longitudinale (asse c). Questi formano principalmente aggregati minerali fibrosi-opachi o raggiati radialmente e trapuntati. I campioni freschi sono di colore da grigio piombo a grigio-nero e hanno una lucentezza metallica, che è anche setosa negli aggregati fibrosi. Dopo un po' di tempo nell'aria, tuttavia, il minerale spesso si appanna in un colore iridescente dai colori vivaci. Essendo il miglior minerale di esca, può anche essere marrone traslucido.